# بنت هامر
بنت هامر (انگلیسی: Bent Hamer؛ زادهٔ ۱۹۵۶) کارگردان، نویسنده، تهیه‌کننده و فیلم‌نامه‌نویس اهل کشور نروژ است. تحصیلات وی در زمینه ادبیات و نظریهٔ فیلم در دانشگاه استکهلم و مدرسهٔ فیلم استکهلم بوده‌است. نخستین فیلمش که «تخم مرغ‌ها» (محصول ۱۹۹۵) نام داشت در جشنواره‌های متعددی نظیر جشنواره فیلم کن، جشنواره بین‌المللی فیلم مسکو و جشنواره بین‌المللی فیلم تورنتو به نمایش درآمد و جوایز متعددی کسب کرد. فیلم دیگرش به نام داستان‌های آشپزخانه (محصول ۲۰۰۳) از طرف کشور نروژ به جایزه اسکار بهترین فیلم خارجی زبان فرستاده شد.
از فیلم‌هایی که وی در آن‌ها نقش داشته است، می‌توان به در خانه برای کریسمس اشاره نمود.